# Противосажевый фильтр
Противосажевый фильтр (также «сажевый фильтр», англ. diesel particulate filter (DPF), FAP) — часть выхлопной системы автомобиля с дизельным двигателем. 
Предназначена для уменьшения количества сажи (сажевых частиц) в отработанных газах. Представляет собой керамический блок из карбида кремния с большим количеством тонких каналов для прохода отработанных газов. Частицы сажи, задерживаясь на поверхности этих каналов, под действием повышенной температуры и других факторов окисляются и превращаясь в углекислый газ выбрасываются в атмосферу с выхлопными газами. Конструктивно размещается в отдельном металлическом корпусе и находится непосредственно после турбины или же после катализатора (или после второго катализатора, если их два). В Европе устанавливается на автомобили с дизельным двигателем с 2001 г., согласно требованиям экологических норм «Евро-4».